# Coelocorynus milishai
Coelocorynus milishai är en skalbaggsart som beskrevs av Di Gennaro 2009. Coelocorynus milishai ingår i släktet Coelocorynus och familjen Cetoniidae. Inga underarter finns listade i Catalogue of Life.